# NGC 844
NGC 844 је галаксија у сазвежђу Кит која се налази на NGC листи објеката дубоког неба.
Деклинација објекта је + 6° 3' 0" а ректасцензија 2h 10m 14,3s. Привидна величина (магнитуда) објекта NGC 844 износи 14,0 а фотографска магнитуда 15,0. NGC 844 је још познат и под ознакама CGCG 413-52, PGC 8291.